# اتكابامي
اتكابامي (بالفرنسية: Atakpamé)‏ هي مستوطنة، في توغو، تقع في Ogou Prefecture ‏، هي عاصمة إقليم بلاتيوكس ‏، بلغ عدد سكانها 84,979 نسمة وذلك حسب إحصائيات سنة 2006.

## المناخ
يظهر الجدول التالي التغييرات المناخية على مدار السنة لاتكابامي:
| البيانات المناخية لـاتكابامي                                      | البيانات المناخية لـاتكابامي | البيانات المناخية لـاتكابامي | البيانات المناخية لـاتكابامي | البيانات المناخية لـاتكابامي | البيانات المناخية لـاتكابامي | البيانات المناخية لـاتكابامي | البيانات المناخية لـاتكابامي | البيانات المناخية لـاتكابامي | البيانات المناخية لـاتكابامي | البيانات المناخية لـاتكابامي | البيانات المناخية لـاتكابامي | البيانات المناخية لـاتكابامي | البيانات المناخية لـاتكابامي |
| الشهر                                                             | يناير                        | فبراير                       | مارس                         | أبريل                        | مايو                         | يونيو                        | يوليو                        | أغسطس                        | سبتمبر                       | أكتوبر                       | نوفمبر                       | ديسمبر                       | المعدل السنوي                |
| ----------------------------------------------------------------- | ---------------------------- | ---------------------------- | ---------------------------- | ---------------------------- | ---------------------------- | ---------------------------- | ---------------------------- | ---------------------------- | ---------------------------- | ---------------------------- | ---------------------------- | ---------------------------- | ---------------------------- |
| الدرجة القصوى °م (°ف)                                             | 38.8 (101.8)                 | 39.5 (103.1)                 | 40.0 (104.0)                 | 39.3 (102.7)                 | 38.5 (101.3)                 | 35.6 (96.1)                  | 33.2 (91.8)                  | 33.0 (91.4)                  | 35.0 (95.0)                  | 37.0 (98.6)                  | 37.0 (98.6)                  | 36.9 (98.4)                  | 40.0 (104.0)                 |
| متوسط درجة الحرارة الكبرى °م (°ف)                                 | 32.7 (90.9)                  | 34.3 (93.7)                  | 33.9 (93.0)                  | 32.3 (90.1)                  | 31.3 (88.3)                  | 29.2 (84.6)                  | 27.9 (82.2)                  | 27.7 (81.9)                  | 28.5 (83.3)                  | 30.2 (86.4)                  | 32.3 (90.1)                  | 32.1 (89.8)                  | 31.0 (87.8)                  |
| المتوسط اليومي °م (°ف)                                            | 27.1 (80.8)                  | 28.1 (82.6)                  | 27.9 (82.2)                  | 27.0 (80.6)                  | 26.3 (79.3)                  | 24.9 (76.8)                  | 24.1 (75.4)                  | 23.9 (75.0)                  | 24.4 (75.9)                  | 25.4 (77.7)                  | 26.6 (79.9)                  | 26.6 (79.9)                  | 26.0 (78.8)                  |
| متوسط درجة الحرارة الصغرى °م (°ف)                                 | 21.3 (70.3)                  | 21.9 (71.4)                  | 21.9 (71.4)                  | 21.7 (71.1)                  | 21.4 (70.5)                  | 20.6 (69.1)                  | 20.2 (68.4)                  | 20.1 (68.2)                  | 20.2 (68.4)                  | 20.4 (68.7)                  | 21.0 (69.8)                  | 21.0 (69.8)                  | 21.0 (69.8)                  |
| أدنى درجة حرارة °م (°ف)                                           | 15.2 (59.4)                  | 16.6 (61.9)                  | 18.1 (64.6)                  | 18.0 (64.4)                  | 17.8 (64.0)                  | 17.4 (63.3)                  | 16.5 (61.7)                  | 16.1 (61.0)                  | 18.0 (64.4)                  | 17.9 (64.2)                  | 16.0 (60.8)                  | 14.4 (57.9)                  | 14.4 (57.9)                  |
| الهطول مم (إنش)                                                   | 10.1 (0.40)                  | 30.8 (1.21)                  | 83.0 (3.27)                  | 133.1 (5.24)                 | 154.1 (6.07)                 | 195.3 (7.69)                 | 214.6 (8.45)                 | 181.9 (7.16)                 | 194.4 (7.65)                 | 123.3 (4.85)                 | 29.7 (1.17)                  | 14.1 (0.56)                  | 1٬364٫4 (53.72)              |
| متوسط أيام هطول الأمطار (≥ 1.0 mm)                                | 0                            | 2                            | 6                            | 8                            | 9                            | 12                           | 13                           | 13                           | 13                           | 10                           | 2                            | 0                            | 90                           |
| متوسط الرطوبة النسبية (%)                                         | 51                           | 58                           | 67                           | 75                           | 79                           | 84                           | 88                           | 88                           | 87                           | 83                           | 71                           | 57                           | 74                           |
| ساعات سطوع الشمس الشهرية                                          | 231.6                        | 219.6                        | 213.2                        | 200.9                        | 218.4                        | 171.1                        | 114.1                        | 98.8                         | 124.3                        | 203.4                        | 252.8                        | 245.4                        | 2٬293٫6                      |
| المصدر #1: الأرصاد الجوية الألمانية                               |                              |                              |                              |                              |                              |                              |                              |                              |                              |                              |                              |                              |                              |
| المصدر #2: الإدارة الوطنية للمحيطات والغلاف الجوي (sun 1961–1990) |                              |                              |                              |                              |                              |                              |                              |                              |                              |                              |                              |                              |                              |

## مدن توأم
المدن التوأم:
- نيور.

## أعلام
- ماساماسو تشانغاي